# لابادي

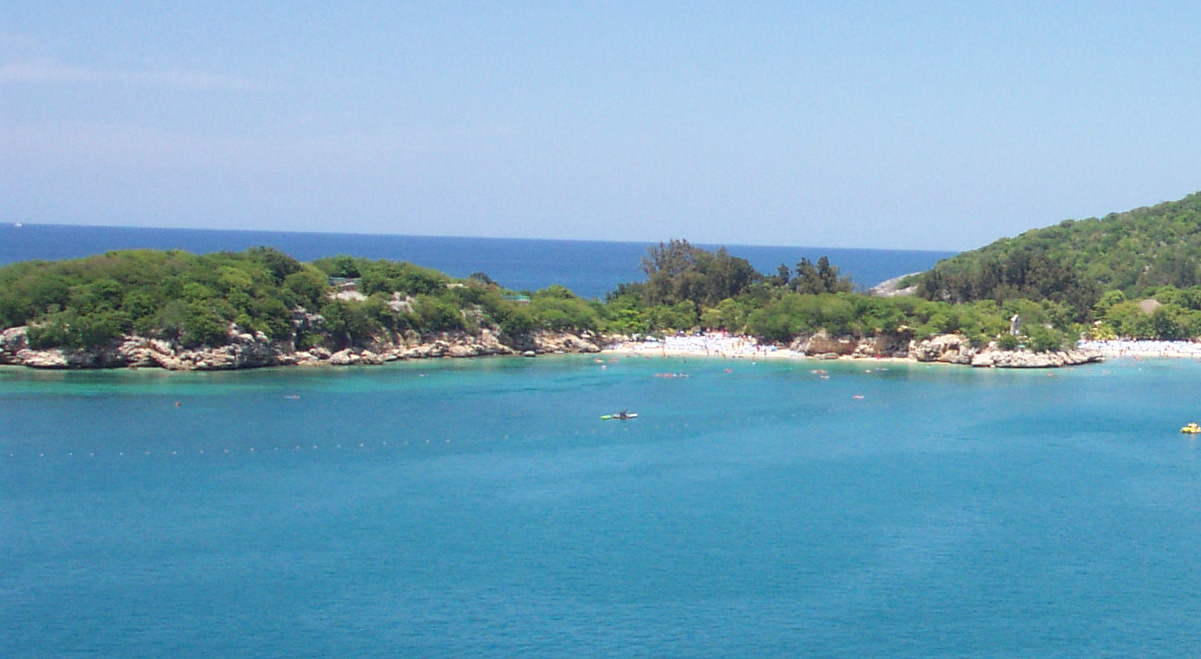
شاطئ لابادي

لابادي (بالفرنسية: Labadie)‏ هو ميناء في شمال شرق هايتي. وهو مكان خاص لصالح شركة رويال كاريبين إنترناشيونال.